# Makrychóri (ort)
Makrychóri är en ort i Grekland.   Den ligger i prefekturen Nomós Kardhítsas och regionen Thessalien, i den centrala delen av landet, 220 km nordväst om huvudstaden Aten. Makrychóri ligger 92 meter över havet och antalet invånare är 1 188.
Terrängen runt Makrychóri är mycket platt. Runt Makrychóri är det ganska glesbefolkat, med 40 invånare per kvadratkilometer. Närmaste större samhälle är Karditsa, 9,1 km söder om Makrychóri. Trakten runt Makrychóri består till största delen av jordbruksmark.